# Comuna Samarî, Ratne
Samarî (în ucraineană Самари) este o comună în raionul Ratne, regiunea Volînia, Ucraina, formată din satele Borovuha, Holovîșce, Iazavni, Kozovata, Pideazivni, Samarî (reședința), Terebovîci și Zanîvske.

## Demografie
Componența lingvistică a satului Samarî
     Ucraineană (99,4%)
     Alte limbi (0,6%)
Conform recensământului din 2001, majoritatea populației satului Samarî era vorbitoare de ucraineană (99,4%), existând în minoritate și vorbitori de alte limbi.